# Maurizio Tomi
Pour les articles homonymes, voir Tomi.
Maurizio Tomi (né le 3 janvier 1968 à Milan,) est un coureur cycliste italien, professionnel durant les années 1990. Bon sprinteur, il se classe notamment deuxième d'une étape de Tirreno-Adriatico en 1996. Il a également remporté deux étapes du Tour du Mexique en 1995.

## Palmarès

### Palmarès amateur
- 1988
  - Giro delle Tre Province
  - Trofeo Sportivi Magnaghesi
  - Trophée Antonietto Rancilio
  - 2e de la Coppa d'Inverno
  - 3e du Circuito Pievese
- 1989
  - Milan-Busseto
  - Circuito Pievese
  - 3e de Milan-Mendrisio
- 1990
  - 3e du Circuito del Porto
- 1991
  - Florence-Empoli
  - Circuito Mezzanese
  - Vicence-Bionde
  - Gran Premio Delfo
  - 2e du Trophée Antonietto Rancilio
- 1992
  - Trophée Antonietto Rancilio
  - Targa Libero Ferrario
  - 3e du Circuito del Porto
- 1993
  - Coppa Città di Melzo
  - Trofeo Franco Balestra
- 1994
  - Gran Premio di Roncolevà

### Palmarès professionnel
- 1995
  - 7e et 9e étapes du Tour du Mexique

## Résultats sur les grands tours

### Tour d'Italie
5 participations
- 1997 : hors délais (3e étape)